# Roger George Bowlby Keyes
Pour les articles homonymes, voir Keyes.
Roger George Bowlby Keyes (14 mars 1919 – 4 mars 2005), 2e baron Keyes, est un militaire britannique, fils de l'amiral Keyes, qui a fait en 1916 un raid maritime réussi contre les installations de la marine allemande à Zeebruges et fut l'attaché militaire auprès de l'état-major du roi Léopold III de Belgique durant les combats de 1940.
En 1983, Roger George Bowlby Keyes écrit un ouvrage intitulé Un règne brisé d'après les archives de son père qui relate les vicissitudes des relations entre alliés lors de la campagne des 18 jours de l'armée belge, prend la défense de Léopold III et de son armée durant les combats qui ont précédé le rembarquement de Dunkerque.